# Ołeksandr Hładky
Ołeksandr Mykołajowycz Hładky, ukr. Олександр Миколайович Гладкий (ur. 24 sierpnia 1987 w Łozowej, w obwodzie charkowskim, Ukraińska SRR) – ukraiński piłkarz, grający na pozycji napastnika, reprezentant Ukrainy.

## Kariera piłkarska

### Kariera klubowa
Wychowanek UFK Charków, barwy którego bronił w juniorskich mistrzostwach Ukrainy (DJuFL). Karierę piłkarską rozpoczął 18 kwietnia 2004 w klubie Metalist Charków. Na początku 2005 razem z trenerem Hennadijem Łytowczenkiem przeniósł się do FK Charków.
8 czerwca 2007 roku za 2,5 mln euro przeszedł do Szachtara Donieck, podpisując 5-letni kontrakt. 17 sierpnia 2010 za 7 mln euro został kupiony do Dnipra Dniepropetrowsk. 11 lutego 2012 został wypożyczony do Karpat Lwów, w którym występował do lata 2014. 29 maja 2014 ponownie wrócił do Szachtara Donieck. 23 maja 2016 podpisał 3-letni kontrakt z Dynamem Kijów. 2 marca 2017 znów został wypożyczony do Karpat Lwów. 13 lipca 2017 otrzymał status wolnego zawodnika. 15 września 2017 ponownie zasilił skład Karpat. 13 grudnia 2017 opuścił lwowski klub. 28 marca 2018 zasilił skład Czornomorca Odessa. 1 czerwca 2018 opuścił odeski klub. 31 sierpnia 2018 podpisał kontrakt z Rizesporem. 30 stycznia 2019 przeniósł się do Demirsporu.

### Statystyki
(Stan na dzień 17.09.2017), 
| Sezon   | Klub                   | Kraj    | Rozgrywki    | Mecze | Bramki |
| ------- | ---------------------- | ------- | ------------ | ----- | ------ |
| 2004/05 | Metalist Charków       | Ukraina | Wyszcza Liha | 9     | 1      |
| 2005/06 | FK Charków             | Ukraina | Wyszcza Liha | 25    | 1      |
| 2006/07 | FK Charków             | Ukraina | Wyszcza Liha | 29    | 13     |
| 2007/08 | Szachtar Donieck       | Ukraina | Wyszcza Liha | 29    | 17     |
| 2008/09 | Szachtar Donieck       | Ukraina | Wyszcza Liha | 26    | 4      |
| 2009/10 | Szachtar Donieck       | Ukraina | Wyszcza Liha | 22    | 6      |
| 2010/11 | Szachtar Donieck       | Ukraina | Wyszcza Liha | 5     | 0      |
| 2010/11 | Dnipro Dniepropetrowsk | Ukraina | Wyszcza Liha | 19    | 2      |
| 2011/12 | Dnipro Dniepropetrowsk | Ukraina | Wyszcza Liha | 4     | 0      |
| 2011/12 | Karpaty Lwów           | Ukraina | Wyszcza Liha | 8     | 3      |
| 2012/13 | Karpaty Lwów           | Ukraina | Wyszcza Liha | 23    | 5      |
| 2013/14 | Karpaty Lwów           | Ukraina | Wyszcza Liha | 28    | 10     |
| 2014/15 | Szachtar Donieck       | Ukraina | Wyszcza Liha | 19    | 11     |
| 2015/16 | Szachtar Donieck       | Ukraina | Wyszcza Liha | 17    | 4      |
| 2016/17 | Dynamo Kijów           | Ukraina | Wyszcza Liha | 8     | 0      |
| 2016/17 | Karpaty Lwów           | Ukraina | Wyszcza Liha | 13    | 4      |
| 2017/18 | Karpaty Lwów           | Ukraina | Wyszcza Liha | 1     | 0      |
|         |                        |         | Łącznie      | 285   | 81     |

### Kariera reprezentacyjna
W 2004 roku zadebiutował w młodzieżowej reprezentacji Ukrainy, w której zagrał w 11 meczach, strzelił 4 bramki.
W pierwszej reprezentacji zadebiutował 22 sierpnia 2007 roku w wygranym 2:1 meczu z Uzbekistanem, strzelając jedną bramkę.

## Sukcesy

### Sukcesy klubowe
- mistrz Ukrainy: 2008
- wicemistrz Ukrainy: 2009
- zdobywca Pucharu Ukrainy: 2008
- finalista Pucharu Ukrainy: 2009
- zdobywca Superpucharu Ukrainy: 2008
- zdobywca Pucharu UEFA: 2009

### Sukcesy reprezentacyjne
- uczestnik turnieju finałowego Mistrzostw Europy U-17 we Francji: 2004
- brązowy medalista Mistrzostw Europy U-19 w Szwajcarii: 2004
- uczestnik turnieju finałowego Mistrzostw Świata U-20 w Holandii: 2005

### Sukcesy indywidualne
- król strzelców Mistrzostw Ukrainy: 2006/07

### Odznaczenia
- tytuł Zasłużonego Mistrza Sportu Ukrainy: 2009[14]
- Order „Za odwagę” III klasy: 2009[15].